# سوشمیتا سن
سوشمیتا سن (انگلیسی: Sushmita Sen؛ زادهٔ ۱۹ نوامبر ۱۹۷۵) یک هنرپیشه و مدل اهل هند است. او به نمایندگی از هند در مسابقات دوشیزه جهان در سال ۱۹۹۴ شرکت کرد و برنده شد. او توانسته از پنج نامزدی خود در جشنواره فیلم فیر برنده دو جایزه از این جشنواره شود. او همچنین برنده جوایز متعددی در جشنواره‌های مختلف شده‌است.
از فیلم‌ها یا برنامه‌های تلویزیونی که وی در آن نقش داشته‌است می‌توان به این فقط یک رؤیای کوچک است اشاره کرد.
وی همچنین برنده جوایزی همچون جایزه فیلم‌فیر بهترین بازیگر نقش مکمل زن شده‌است.

## فیلم‌شناسی
فهرست برخی از فیلم‌هایی که سوشمیتا سن در آنها به ایفای نقش پرداخته‌است:
- در زدن (۱۹۹۶)
- منجی (۱۹۹۷)
- زور (۱۹۹۸)
- فقط تو (۱۹۹۹)
- سوگند هندوستان (۱۹۹۹)
- همسر شماره ۱ (۱۹۹۹)
- سروزیر (۱۹۹۹)
- آغاز (۲۰۰۰)
- فضا (۲۰۰۰)
- نایاک (۲۰۰۱)
- چون من دروغ نمی‌گویم (۲۰۰۱)
- این فقط یک رؤیای کوچک است (۲۰۰۱)
- چشم‌ها (۲۰۰۲)
- در حال حاضر (۲۰۰۲)
- نمی‌توانم تو را فراموش کنم (۲۰۰۲)
- زمان (۲۰۰۳)
- زندگی کن اما مغرور نباش (۲۰۰۳)
- من اکنون اینجایم (۲۰۰۴)
- پول برگشتی (۲۰۰۴)
- علم معماری (۲۰۰۴)
- من این را دوست دارم (۲۰۰۵)
- چرا من دوست دارم؟ (۲۰۰۵)
- آن شب باران می‌بارید (۲۰۰۵)
- بی‌وفا (۲۰۰۵)
- کیسنا: شاعر جنگجو (۲۰۰۵)
- متفاوت (۲۰۰۶)
- زندگی راک (۲۰۰۶)
- جرقه (۲۰۰۶)
- آتش (۲۰۰۷)
- مزاحم نشو (۲۰۰۹)
- کارما و هولی (۲۰۰۹)
- داماد پیدا شد (۲۰۱۰)
- مشکلی نیست (۲۰۱۰)
- لال (۲۰۱۵)
- ویش دراگون (۲۰۱۹)